# Menase, Hosanagara
Menase là một làng thuộc tehsil Hosanagara, huyện Shimoga, bang Karnataka, Ấn Độ.